# LVG C.I-IV

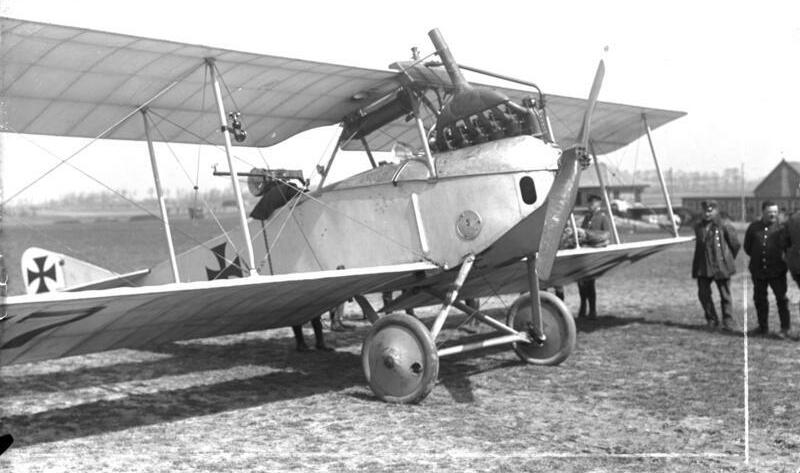
Im Bundesarchiv fälschlicherweise als Albatros C.III archiviert zeigt dieses Foto eine LVG C.II

Die LVG C.I–IV waren einmotorige deutsche Kampfflugzeuge der Luftverkehrsgesellschaft (LVG), die im Ersten Weltkrieg von der deutschen Fliegertruppe als Aufklärungsflugzeuge eingesetzt wurden.

## Entwicklung
Der LVG C.I entstand als zweistielige Doppeldecker-Konstruktion des schweizerischen Ingenieurs Franz Schneider 1915 auf Basis des unbewaffneten Aufklärungsflugzeugs B.I. Der C.I (Werksbezeichnung D.IV pol) verwendete erstmals ein auf einer Ringlafette beweglich montiertes MG für das Beobachtercockpit, der damals als B-Stand bezeichnet wurde. Diese Art der Bewaffnung und die „Schneider-Ringlafette“ wurden danach zum Standard der deutschen Aufklärungszweisitzer. Auch Euler bewaffnete seine LVG B.I-Nachbauten mit MG und bezeichnete sie als Euler C.I.
Nach dem gleichen Bauschema entwickelte Schneider 1915 gemeinsam mit dem stärkeren, ebenfalls noch unbewaffneten Schulflugzeug B.II den weitgehend baugleichen LVG C.II (Werksbezeichnung D.IX V), der ab Ende 1915 in großer Stückzahl in Produktion gegeben wurde. Der Treibstoff war in einem Falltank auf der Mitte der oberen Tragfläche untergebracht. Bei späteren Maschinen wurde auch ein starres synchronisiertes MG für den Piloten eingebaut. An der Herstellung beteiligten sich als Lizenznehmer auch die AGO Flugzeugwerke und die Flugmaschinenwerke Gustav Otto.
Die C.II wurde mit der Werksbezeichnung D IX W auch als Seeaufklärer mit Schwimmern für die Kaiserliche Marine gebaut.
Von einem weiterentwickelten Typ LVG C.III wurden nur drei Prototypen gebaut. Das Flugzeug war kompakter und schwerer gebaut. Der Beobachter wurde wieder auf den vorderen Sitz versetzt, der allerdings wiederum mit MG auf Ringlafette bestückt war.
Der LVG C.IV (Werksbezeichnung D.XI), die letzte Konstruktion Schneiders bei LVG, war dagegen eine vergrößerte Version des C.II mit voll verkleidetem und stärkerem Motor und modifizierten Steuerflächen, der als Fernaufklärer gedacht war, aber wenig erfolgreich war. Der Motor verursachte mit seiner langen Kurbelwelle starke Vibrationen, die sich auf die Flugzeugzelle übertrugen und litt unter häufigen Pannen. Verschiedene Motortypen wurden an der Maschine erprobt: als Standard der 220 PS Mercedes D IV mit acht Zylindern und Untersetzungsgetriebe, aber auch eine Version mit Mercedes D IVa-Motor mit 260 PS (Werksbezeichnung D.XII) und eine mit 200 PS-Motor Benz Bz IV (Werksbezeichnung D.XIV) wurden gebaut. Nur wenige Flugzeuge dieses Typs wurden an die Front geliefert. Schneider, der die technische Verantwortung trug, wurde zum 30. Juni 1916 entlassen und Willi Sabersky-Müssigbrodt, der bei DFW den sehr erfolgreichen DFW C.V entwickelt hatte, wurde als neuer Chefingenieur eingestellt.
Weitere Veränderungen führten schließlich zum LVG C.V und zum LVG C.VI, dem erfolgreichsten Typ der Serie.

## Einsatz
Der C.II kam als Bomber und Artilleriebeobachter an allen Fronten des Ersten Weltkrieges bis 1917 zum Einsatz. Im Frühjahr 1916 waren etwa 260 C.I und C.II im Einsatz, sie bildeten das Rückgrat der deutschen Feldfliegerabteilungen und Kampfstaffeln.
Ein C.IV führte am 28. November 1916 den ersten Bombenangriff durch ein Flugzeug auf London durch (schon vorher fanden Bombardierungen durch Zeppeline statt). Statt wie beabsichtigt The Admiralty zu bombardieren, wurden versehentlich Wohngebiete in der Nähe der Victoria-Station getroffen. Beim Rückflug war das Flugzeug gezwungen, auf Feindgebiet notzulanden.
Auch die k.u.k. Luftfahrtruppen und die bulgarische Fliegertruppe setzten den C.II erfolgreich ein.
Über den Einsatz des C.IV ist wenig bekannt.

## Verwendung nach Kriegsende
Nach dem Waffenstillstand befanden sich neben anderen deutschen Flugzeugen auch zahlreiche LVG C.II in Polen, außerdem etliche Ersatzteile weiterer Maschinen, woraus die Warschauer Flugzeugwerkstätten CWL drei Maschinen montierten. Nach 1919 wurden weitere zehn Maschinen aus deutschen Restbeständen angekauft.

## Technische Daten

Dreiseitenriss der LVG C.II

|                                         |                    |                                    |                                   |
| Kenngröße                               | C.I                | C.II                               | C.IV                              |
| Baujahr                                 | 1915               | 1915                               | 1916                              |
| Einsatzzweck                            | Aufklärer          | Aufklärer, Bomber                  | Aufklärer, Bomber                 |
| Länge                                   | 8,61 m             | 8,10 m                             | 8,50 m                            |
| Spannweite                              | 14,50 m            | 12,85 m                            | 13,60 m                           |
| Höhe                                    | 3,20 m             | 2,93 m                             | 3,10 m                            |
| Flügelfläche                            | 41,50 m²           | 37,60 m²                           | 38,20 m²                          |
| Leermasse                               | 835 kg             | 845 kg                             | 1050 kg                           |
| Startmasse                              | 1373 kg            | 1405 kg                            | 1600 kg                           |
| Sechszylinder-Reihenmotor wassergekühlt | Benz Bz III 150 PS | Mercedes D III 160 PS              | Mercedes D IV (8 Zylinder) 220 PS |
| Höchstgeschwindigkeit                   | 125 km/h           | 130 km/h                           |                                   |
| Marschgeschwindigkeit                   | 110 km/h           | 115 km/h                           |                                   |
| Gipfelhöhe                              |                    | 4000 m                             |                                   |
| Reichweite                              | 300 km             | 440 km                             |                                   |
| max. Flugdauer                          |                    | 4 h                                |                                   |
| Bewaffnung                              | 1 MG, 40 kg Bomben | 1–2 MG, 100 kg Bomben (10 × 10 kg) | 2 MG, 70 kg Bomben                |
| Besatzung                               | 2                  | 2                                  | 2                                 |